# Ratanpur
Ratanpur är en ort i Indien.   Den ligger i distriktet Bilāspur och delstaten Chhattisgarh, i den centrala delen av landet, 900 km sydost om huvudstaden New Delhi. Ratanpur ligger 304 meter över havet och antalet invånare är 21 392.
Terrängen runt Ratanpur är platt. Runt Ratanpur är det mycket tätbefolkat, med 1 135 invånare per kvadratkilometer. Ratanpur är det största samhället i trakten. Trakten runt Ratanpur består till största delen av jordbruksmark.